# Platæa
Platæa (gr. Πλαταιαί Plataiai også latin Plataea eller Platææ) er en oldgræsk by, beliggende i det sydøstlige del af Bøotien, syd for Theben. Bedst kendt som stedet hvor Slaget ved Platæa blev udkæmpet i 479 f.Kr., hvor en alliance af græske bystater besejrede en persisk hær og dermed satte punktum for Perserkrigene. Senere, nemlig i 427 f.Kr., blev Platæa ødelagt af thebanske og spartanske hoplitter som led i den Peloponnesiske Krig, for så at blive genopført i 386 f.Kr.
38°13′17″N 23°16′26″Ø / 38.22136°N 23.27388°Ø